# Bitva o Karajtín (2016)
Bitva o Karajtín byla bitvou syrské občanské války. Syrské ozbrojené síly spolu s ruským letectvem zde porazily Islámský stát Iráku a Levanty.
18.–19. březen: syrská armáda zaznamenala velký pokrok a podařilo se jí přiblížit k městu ze tří stran.
3. duben: po několikaměsíčním obléhání byl Karajtín osvobozen syrskými ozbrojenými jednotkami.